# República Autónoma Socialista Soviética de Tayikistán
La República Autónoma Socialista Soviética de Tayikistán (en ruso: Таджикская Автономная Социалистическая Советская Республика) fue una república autónoma dentro de la RSS de Uzbekistán en la Unión Soviética. Fue creada en octubre de 1924 por una serie de actos legales que dividieron a las tres entidades regionales existentes en Asia Central (RASS de Turkestán, república popular soviética de Bujará y república popular soviética de Corasmia) en cinco nuevas entidades basadas en principios étnicos: RSS de Uzbekistán, RSS de Turkmenistán, RASS de Tayikistán (dentro de la RSS de Uzbekistán), óblast autónomo Kara-Kirguís (dentro de la RSFS de Rusia) y óblast autónomo de Karakalpakia (dentro de la RASS de Kazajistán).
La capital de la RASS de Tayikistán era Diushambe (hoy Dusambé). En octubre de 1929, bajo la iniciativa de Shirinsho Shotemur, la RASS tayika se transformó en una República Socialista Soviética hecha y derecha y se convirtió en la RSS de Tayikistán, que además absorbió la región de Juyand (actual provincia de Sughd en el norte de Tayikistán) de la RSS de Uzbekistán. La capital Dyushambe pasó a llamarse Stalinabad en honor a Iósif Stalin.

## Historia
El 14 de octubre de 1924 , tras la decisión de dividir la RASS del Turquestán y la RSS de Bujará, la segunda sesión del Comité Ejecutivo Central de la Unión Soviética aprobó una resolución sobre la demarcación nacional-territorial de Asia Central y la formación de la RSS de Turkmenistán, la RSS de Uzbekistán, la RASS de Tayikistán (dentro de la RSS de Uzbekistán), la RASS de Kazajistán (dentro de la RSFS de Rusia), y los Óblasts Autónomos de Kara-Kirguízia y Kara-Kalpakistán (ambos dentro de la RSFS de Rusia). Los siguientes óblasts fueron incluidos en la RASS de Tayikistán: Dusambé, Karategin, Kulyiab, Kurgán-Tyube, Penjikent (incluyendo el volost de Falgar), Urá-Tiube (incluyendo el volost de Matcha) y algunas partes de Sari-Asiysk.
El 2 de enero de 1925 se formó el Óblast Autónomo de Gorno-Badajshán, que pasó a formar parte de la República Autónoma Socialista Soviética de Tayikistán. El territorio total de la RASSA de Tayikistán era de 135.620 km², con una población de 739,503 habitantes. Paradójicamente, la mayoría de los tayikos permanecieron fuera de la RSSA de Tayikistán (principalmente en los óblasts de Samarcanda y Bujará, así como en el distrito de Surjan-Daria, los tres dentro de la RSS de Uzbekistán).
El 1 de diciembre de 1926 se celebró en Dusambé el I Congreso de los Sóviets de la República Autónoma Socialista Soviética de Tayikistán, en el que se aprobaron la Declaración sobre la nacionalización de la tierra, el agua, el subsuelo y los bosques, la Declaración sobre la formación de la RASS de Tayikistán, se disolvió el Comité Revolucionario y se formaron el Comité Ejecutivo Central de la RASS de Tayikistán y el Consejo de Comisarios del Pueblo.
El 29 de abril de 1929, el II Congreso de los Sóviets de la RASS de Tayikistán aprobó la Constitución (Ley Fundamental) de la república. El 16 de octubre de 1929, la República Autónoma Socialista Soviética de Tayikistán fue ascendida al rango de república constitutiva y se transformó en la República Socialista Soviética de Tayikistán. El 5 de diciembre de 1929, la República Socialista Soviética de Tayikistán se integró oficialmente a la URSS como república unida.

## Política
La RASS de Tayikistán tenía sus propios órganos de gobierno local, los cuales eran el Congreso de los Sóviets de la RASS de Tayikisán (órgano legislativo) que tenía como organismo permanente al Comité Ejecutivo Central, y el Consejo de Comisarios del Pueblo como órgano ejecutivo, que administraba el presupuesto y autogobierno de la república autónoma dentro de la RSS de Uzbekistán. Además, existía el Comité Regional de Tayikistán, el organismo local del Partido Comunista de la Unión Soviética.

## Demografía
Según el Censo de Población de toda la Unión Soviética de 1926, la población de la República Autónoma Socialista Soviética de Tayikistán era de 827,200 habitantes. Los tayikos predominaban en la composición étnica de la república autónoma con 617,125 habitantes. En segundo lugar, los uzbekos, con 175,627 habitantes. Les seguían los kara-kirguises (es decir, los kirguises actuales), con 11,410, y los rusos, con 5,600. Un pequeño número de turcomanos, kazajos, tártaros y ucranianos también residía en la república.